# Raffreddamento ad aria

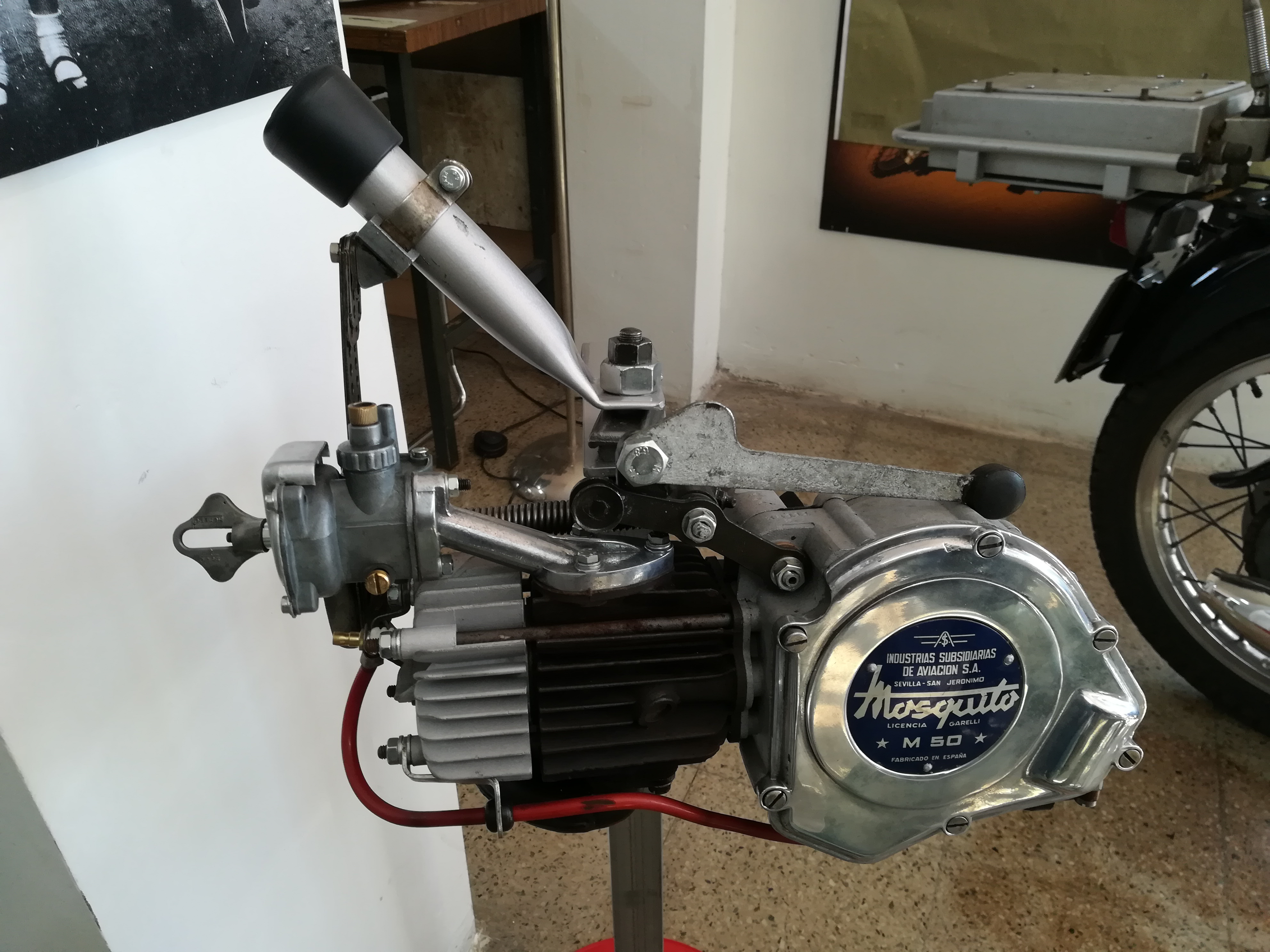
Motore di ciclomotore raffreddato ad aria, alette della testata e alette cilindro del tipo assiale

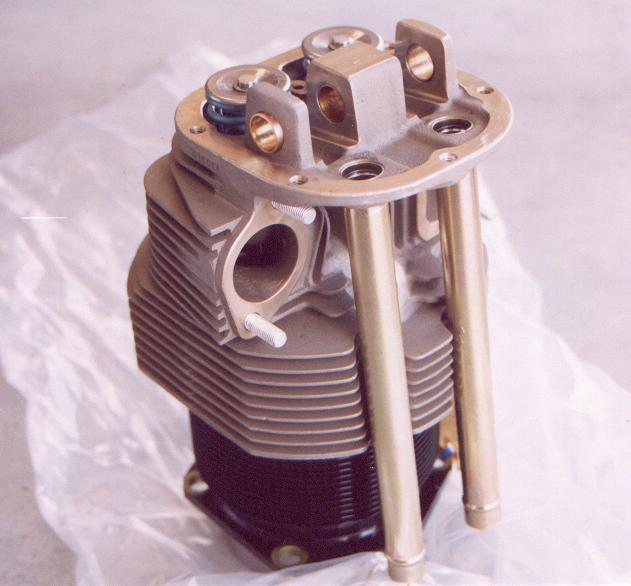
Motore 4T raffreddato ad aria con cilindro (nero) a sviluppo radiale e testata (grigia) a sviluppo parallelo

Il raffreddamento ad aria è un sistema per mantenere la costanza di temperatura d'esercizio di un motore a combustione interna, in modo da garantirne il corretto e regolare funzionamento, prevenendo la rottura o la fusione per le alte temperature raggiunte durante l'esercizio.

## Funzionamento
Il sistema si basa sulla circolazione dell'aria che lambisce monoblocco e testata (su cui è presente una superficie alettata, per favorire lo smaltimento del calore), raffreddandoli.

### Tipologia
Tale raffreddamento può essere:

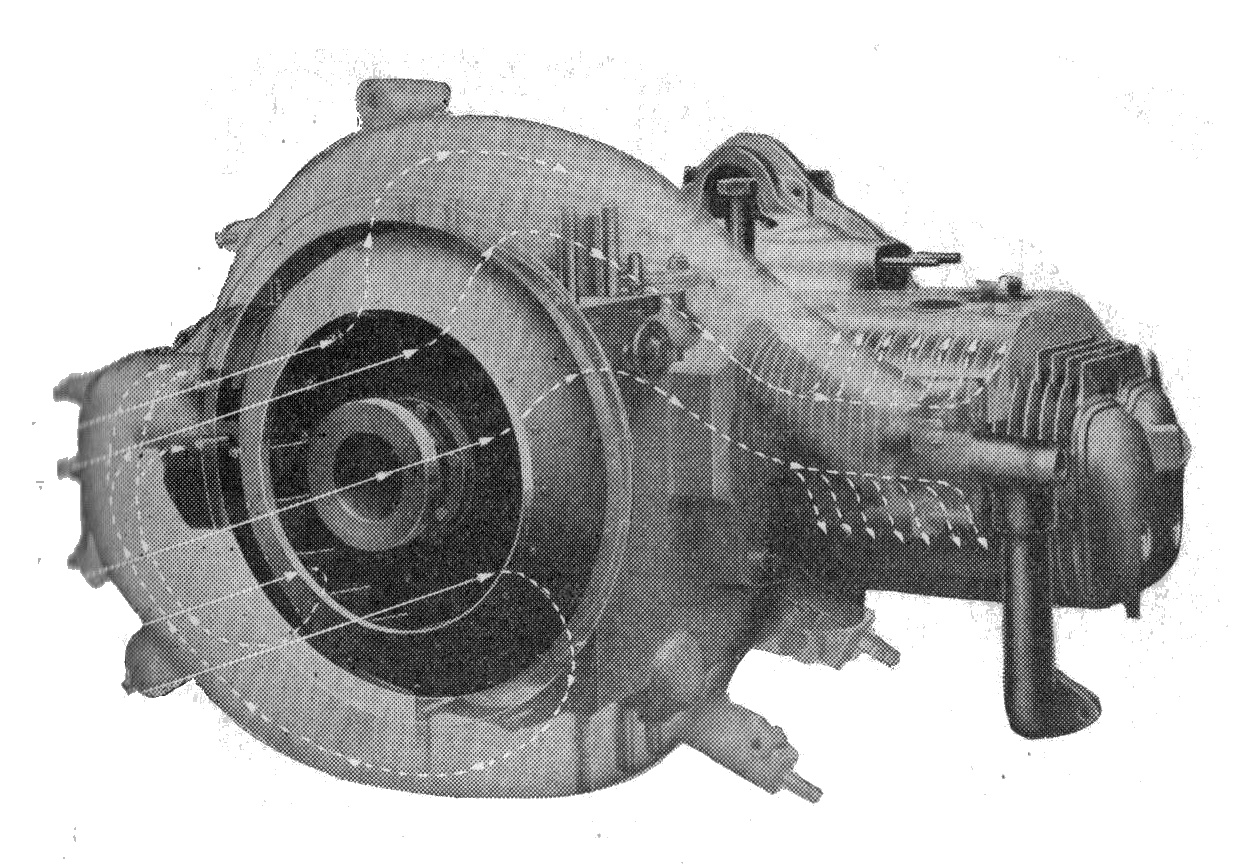
Motore con raffreddamento ad aria forzata

- Raffreddamento ad aria: il motore è "scoperto" (come nella motocicletta l'aria di raffreddamento è quella dinamica) è un raffreddamento libero

- Raffreddamento ad aria forzata: il motore è "coperto" (come nell'autovettura o scooter) la circolazione dell'aria viene forzata da apposite ventole (eventualmente, rimane anche la circolazione dinamica attraverso opportune prese d'aria e griglie)

### Disposizione alette

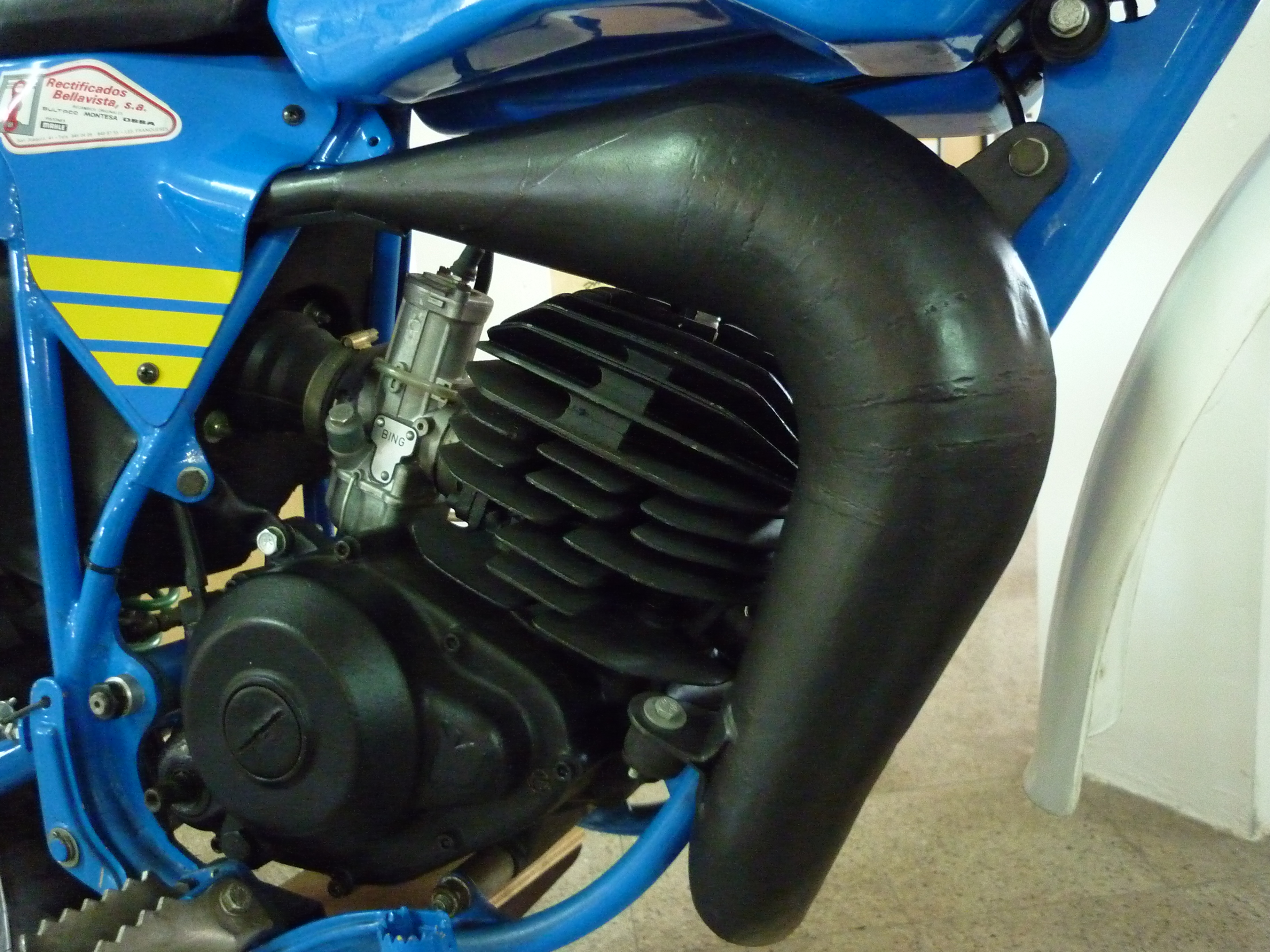
Cilindro con alette radiali e testata con alette a ventaglio

Le alette di raffreddamento possono essere disposte e inclinate in diversi modi principalmente dal modo in cui il corpo viene poi lambito dal flusso d'aria.
- Inclinazione elementi piani
  - Parallelo le alette sono parallele al piano base dell'elemento, il quale si estende perpendicolare e centralmente con un elemento circolare
  - Perpendicolare, le alette sono perpendicolari all'elemento
  - Ventaglio l'inclinazione delle alette varia a seconda della loro posizione, al centro sono perpendicolari, progressivamente andando verso l'esterno diventano del tipo parallelo
  - Assiale, le alette si estendono perpendicolarmente, ma generano tutte dal centro del cilindro o dalla sede candela e si sviluppano a raggiera.
- Inclinazione elementi cilindrici
  - Radiale, le alette formano anelli intorno al cilindro, disposti parallelamente e a diverse altezze sul cilindro, con estensioni e densità differenti a seconda del calore
  - Assiale, le alette si estendono sulla lunghezza assiale dell'elemento.

- Conformazione le alette possono essere rettilinee o curve, contigue o interrotte
- Indirizzamento la disposizione delle alette può indurre a raccogliere, disperdere o deviare il flusso d'aria che lambisce il corpo caldo.

### Raffreddamento aria-olio
Nei motore a quattro tempi raffreddati ad aria l'olio del motore coadiuva l'aria nel mantenere costante la temperatura di funzionamento del propulsore scorrendo all'interno di condotti presenti nel cilindro, in modo del tutto analogo al sistema a liquido la Suzuki ha chiamato questo sistema SACS (Suzuki Advanced Cooling System), ma in questa denominazione vengono spesso introdotti i motori raffreddati ad aria e con un sistema per raffreddare l'olio motore, nel secondo caso è presente un radiatore di raffreddamento del lubrificante, nel primo che è realmente il vero sistema aria olio non è detto che vi sia (anche se si usa sempre) un radiatore per l'olio.

## Accorgimenti
Questo sistema di raffreddamento può essere ottimizzato ulteriormente con alcuni accorgimenti:
- Alettature a base larga, un'alettatura spessa alla base e sottile alla punte permette di ridurre in modo più omogeneo la temperatura e migliorare il raffreddamento.
- Miglior contatto tra canna e cilindro una canna cilindro in ghisa o acciaio rivestito dal cilindro in alluminio, per migliorare la propagazione termica tra i due metalli, è preferibile utilizzare una superficie di contatto corrugata (pliche o nervature), che permette anche di raddoppiare lo scambio termico.
- Disposizione ottimizzata disponendo in modo opportuno e con spessori adeguati le zone di giunzione si permette di ottimizzare il raffreddamento e sfruttare maggiormente le alette di raffreddamento.

## Vantaggi
Il sistema ad aria è caratterizzato da:
- Semplicità costruttiva
- Economicità del sistema
- Nessuna manutenzione obbligatoria
- Minore peso dell'impianto rispetto al sistema di raffreddamento a liquidi (acqua, soluzioni acquose o altro)

## Svantaggi
Il sistema ad aria è caratterizzato da:
- Ridotta capacità refrigerante, dovuta alle minor proprietà di scambio di calore dell'aria rispetto al liquido refrigerante.
- Controllo non ottimale della temperatura del motore, il quale può essere sottoposto a sbalzi termici anche repentini
- Maggiore rumore meccanico, per via del cilindro meno spesso
- Depositi di fango, polvere o sporco tra le palettature che ne inficiano la funzionalità
- Vincoli maggiori di progettazione e disposizione rispetto al raffreddamento a liquido

## L'impiego
Il raffreddamento ad aria ha avuto ampia diffusione nel settore motociclistico, dove era più facile sfruttare la circolazione dell'aria dinamica. Col diffondersi di motori dotati di particolari tecnologie (la testata plurivalvole, su tutte) sono aumentate le esigenze di abbassamento della temperatura e dunque si è assistito, a partire dagli Anni 1980, ad una riduzione dell'uso di questo sistema in favore del raffreddamento a liquido.
Anche nel settore automobilistico il raffreddamento ad aria, per le stesse cause, è, oggi, praticamente scomparso, ma vi furono molti esempi, di vetture raffreddate ad aria, sia tra le vetture economiche, che tra le sportive a motore posteriore. La totalità di queste vetture avevano motore bicilindrico o con architettura motore boxer.
Viene tuttora utilizzato per impieghi specialistici di mezzi pesanti destinati all'uso in situazioni estreme, in campo aeronautico (vedi i Lyncoming) o per piccole apparecchiature a motore, come possono essere i decespugliatori o motoseghe.